# Conus terryni
Espèce
Statut de conservation UICN

 NT  : Quasi menacé
Conus terryni est une espèce de mollusques gastéropodes marins de la famille des Conidae.
Comme toutes les espèces du genre Conus, ces escargots sont prédateurs et venimeux. Ils sont capables de « piquer » les humains et doivent donc être manipulés avec précaution, voire pas du tout.

## Description
La taille de la coquille varie entre 20 mm et 30 mm.

## Distribution
Cette espèce marine est présente au large des Philippines.

### Niveau de risque d’extinction de l’espèce
Selon l'analyse de l'UICN réalisée en 2011 pour la définition du niveau de risque d'extinction, cette espèce n'est présente qu'au large d'une île des Philippines. Il n'y a que quelques collections enregistrées de cette espèce. Cette espèce vit dans des eaux plus profondes, de sorte que le développement côtier futur pourrait avoir très peu d'effet sur sa population. Actuellement, la zone est protégée contre la pêche et la collecte, mais on trouve encore des spécimens très coûteux de cette espèce sur le marché des collectionneurs. Sa distribution est très limitée, avec un AOO de 30 km2 et deux emplacements, et il existe une menace plausible liée à la collecte continue de cette espèce. Cependant, il est peu probable que cette menace fasse de cette espèce une espèce éteinte ou en danger critique d'extinction dans un court laps de temps. Elle est donc évaluée comme Quasi menacée, satisfaisant presque à l'objectif VU D2.

## Taxonomie

### Publication originale
L'espèce Conus terryni a été décrite pour la première fois en 2004 par les malacologistes Manuel Jimenez Tenorio (d) et Guido T. Poppe (d) dans « Visaya »,.

### Synonymes
- Conus (Pseudopterygia) terryni Tenorio & Poppe, 2004 · appellation alternative
- Conus sagarinoi Fenzan, 2004 · non accepté
- Hermes terryni (Tenorio & Poppe, 2004) · non accepté
- Pseudopterygia terryni (Tenorio & Poppe, 2004) · non accepté